# Helena Grozer

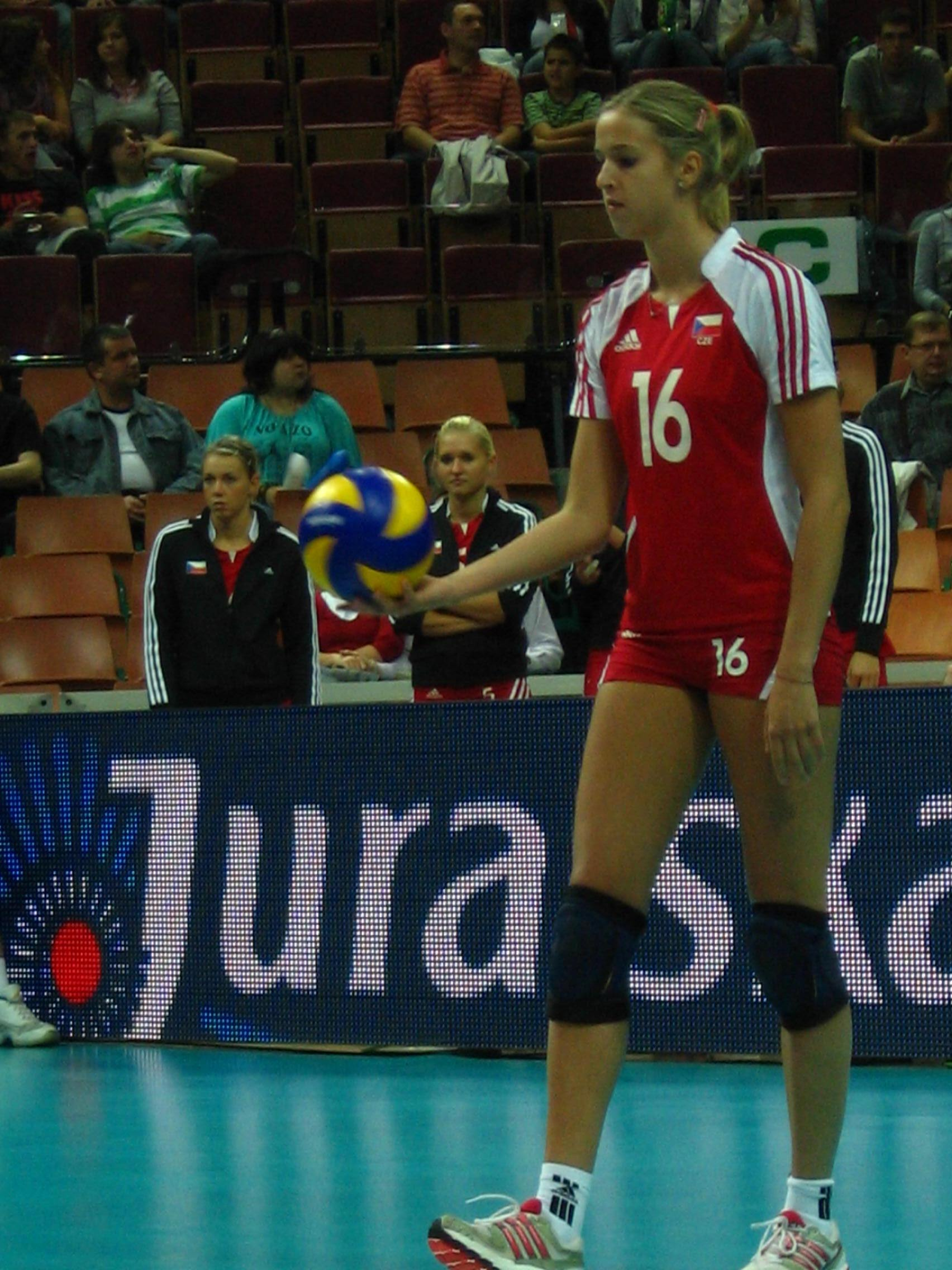
Helena Havelková reprezentantką Czech

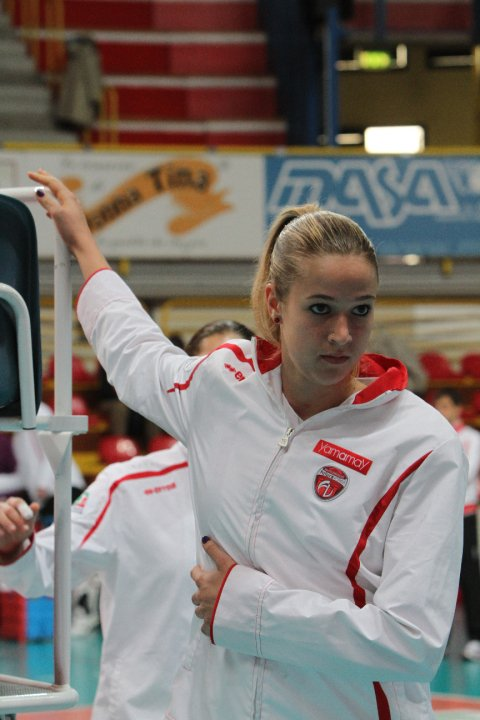
Helena Havelková zawodniczką Yamamay Busto Arsizio

Helena Grozer, panieńskie Havelková (ur. 25 lipca 1988 w Libercu) – czeska siatkarka, reprezentantka kraju, grająca na pozycji przyjmującej. 
Jej partnerem był argentyński siatkarz Facundo Conte. Od 2017 roku jest związana z niemieckim siatkarzem Georgiem Grozerem. 11 października 2023 roku w stolicy Węgier, w Budapeszcie Niemiec oświadczył się czeskiej siatkarce. Na początku lipca 2024 roku siatkarska para wzięła ślub.
Po zakończonym sezonie 2021/2022 we włoskiej Serie A postanowiła porzucić siatkówkę halową i uprawiać w siatkówkę plażową, by reprezentować swój kraj na igrzyskach olimpijskich.

## Sukcesy klubowe
Puchar Czech:
- 2007

Puchar CEV:
- 2010, 2012

Puchar Włoch:
- 2012

Liga włoska:
- 2012

Puchar Challenge:
- 2013

Liga turecka:
- 2014

Liga Mistrzyń:
- 2015

Superpuchar Polski:
- 2015

Puchar Polski:
- 2016

Liga polska:
- 2016

Superpuchar Rosji:
- 2018

Puchar Rosji:
- 2018

Liga rosyjska:
- 2019

## Sukcesy reprezentacyjne
Liga Europejska:
- 2012
- 2024[5]

## Nagrody indywidualne
- 2011: Najlepsza punktująca Ligi Europejskiej
- 2012: MVP Pucharu Włoch
- 2012: Najlepsza przyjmująca Ligi Europejskiej[6]
- 2013: Najlepsza siatkarka roku w Czechach
- 2015: Najlepsza przyjmująca Ligi Mistrzyń
- 2015: Najlepsza siatkarka roku w Czechach
- 2016: Najlepsza siatkarka roku w Czechach